# Brooke Rollins

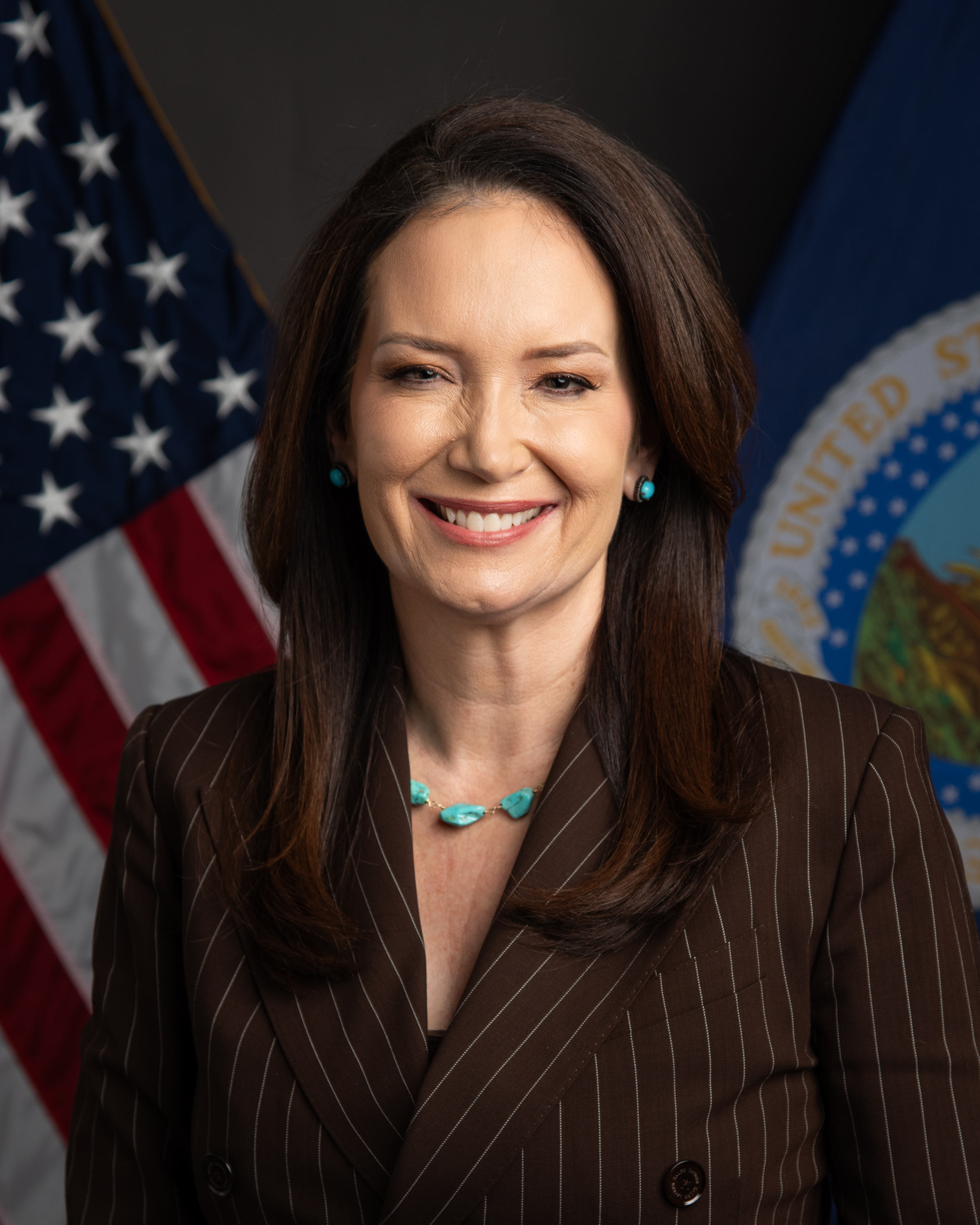
Brooke Rollins, 2025

Brooke Leslie Rollins (* 10. April 1972 in Glen Rose, Texas) ist eine US-amerikanische Juristin sowie Anwältin. Die Republikanerin ist seit 13. Februar 2025 US-Agrarministerin im Kabinett Trump II. 

## Karriere
Rollins studierte Landwirtschaft an der Texas A&M University bis 1994. An der University of Texas in der School of Law erwarb sie den Doktorgrad in Jura. Sie arbeitete darauf in einer Anwaltskanzlei und bei einer Bundesrichterin. Sie gehörte zum Team des Gouverneurs Rick Perry. Daneben leitete sie von 2003 bis 2018 eine konservative Denkfabrik in Austin, die Texas Public Policy Foundation, die sich unter anderem für fossile Brennstoffe einsetzte.
Im Februar 2018 wurde Rollins Trumps Beraterin in der Technologieinitiative und Mitglied des Office of American Innovation. Sie nahm Einfluss auf die Verstärkung des Abschnitts im First Step Act, ein Gesetz, das die Rückfallquote von Gefängnisinsassen zu vermindern suchte und im Dezember 2018 von Trump unterzeichnet wurde.
Im Mai 2020 wurde sie Vorsitzende im innenpolitischen Beratungsgremium United States Domestic Policy Council bis zu Trumps Amtsende 2021.
Im April 2021 gründete Rollins als Vorsitzende und CEO das America First Policy Institute, eine Denkfabrik, um Trumps politische Ziele weiter zu verfolgen. Den Aufsichtsrat leitet Bildungsministerin Linda McMahon.
Donald Trump nominierte sie am 23. November 2024 als US-Agrarministerin.
Rollins lebt mit ihrem Ehemann Mark und vier Kindern in Fort Worth.